# Kuskokwim River
Kuskokwim River (Yupikpsroget: Kusquqvak) er en 1130 km lang flod i det sydvestlige Alaska i USA. Med undtagelse af det allerøverste løb er floden bred og flad hele vejen og er dermed en nyttig transportrute for mange typer fartøjer.
Kuskokwim har udspring i flere grene i det centrale og sydlige Alaska. Den 400 km lange North Fork begynder i Kuskokwimbjergene, omkring 320 km vestsydvest for Fairbanks og løber mod sydvest i et bredt dalstrøg. South Fork (320 km) begynder i den sydvestlige del af bjergkæden Alaska Range, vest for Mount Gerdine og løber nord-nordvestover gennem bjergene. De to grene løber sammen nær Medfra og derfra mod sydvest.
I det sydvestlige Alaska kommer floden ud fra Kuskokwimbjergene i et enormt slettelandskab med utallige søer syd for Yukonfloden, omringet af endeløse granskove. Kuskokwim River passerer en række eskimolandsbyer, herunder Aniak. Sydvest for Bethel, den største bosættelse ved floden, udvider den sig til et bredt, sumpet floddelta, som munder ud i Kuskokwim Bay omkring 80 km sydsydvest for Bethel.